# Friedrich Wilhelm von Brandenburg
Friedrich Wilhelm, Conde de Brandeburgo (24 de enero de 1792 - 6 de noviembre de 1850) fue un hijo morganático del rey Federico Guillermo II y un político, quien sirvió como Ministro Presidente de Prusia desde 1848 hasta su muerte.  

## Biografía
Nacido en la capital prusiana, Berlín, era el hijo del rey Federico Guillermo II de Prusia (1744-1797) de su matrimonio morganático con Sophie von Dönhoff (1768-1838). Él y su hermana más pequeña Julie (1793-1848) recibieron el título comital von Brandenburg en 1794, y fueron criados con los hijos del Hofmarschall Valentin von Massow. Su hermana contrajo matrimonio con el Duque Federico Fernando de Anhalt-Köthen en 1816.
El 18 de abril de 1806, Friedrich Wilhelm se unió al Ejército Prusiano entrando en el regimiento de la Gardes du Corps y a partir del año siguiente participó en la napoleónica guerra de la Cuarta Coalición. En 1812 alcanzó el rango de Rittmeister en el personal de Ludwig Yorck von Wartenburg, liderando las fuerzas auxiliares prusianas en apoyo de la invasión francesa de Rusia. En 1839 fue elevado a Teniente general del VI Cuerpo de Ejército. Para 1848, se había distinguido en varias batallas y era general de caballería.  

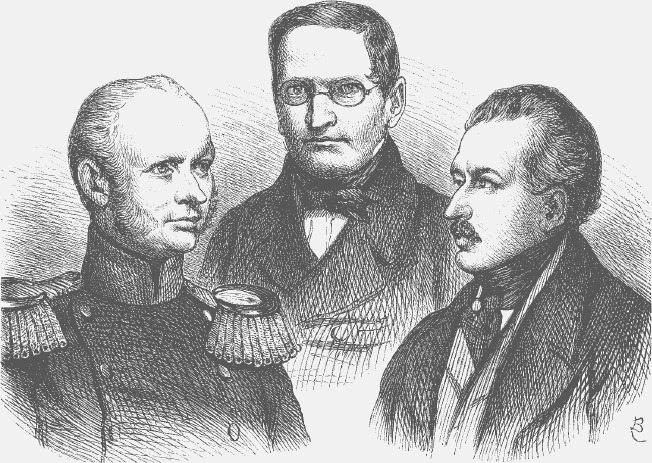
Los ministros Brandenburg, Manteuffel, Radowitz.

Durante la revolución alemana de 1848-49, en noviembre de 1848, su medio sobrino el rey Federico Guillermo IV lo llamó de regreso a Berlín para suceder a Ernst von Pfuel como ministro presidente. La designación reflejaba la intención del rey de sofocar los levantamientos en curso. Junto con el ministro del Interior Otto Theodor von Manteuffel, hizo suprimir y disolver el 5 de diciembre la revolucionaria Asamblea Nacional Prusiana, mientras fue decretada una Constitución reaccionaria.
En octubre de 1850, viajó a la Conferencia de Varsovia para encontrarse con el zar Nicolás y sondear la postura rusa en la rivalidad entre Austria-Prusia. Aunque inicialmente había apoyado la implementación de la Unión de Érfurt liderada por Prusia, rehusó un conflicto armado con Austria ya que el Canciller del Estado, el Príncipe Félix de Schwarzenberg pudo fortalecer la alianza con el Imperio ruso aislando el bando prusiano. Después de su retorno, Friedrich Wilhelm se pronunció en contra de la movilización del Ejército prusiano como abogaba el ministro de Exteriores Joseph von Radowitz. Poco después, enfermó gravemente y murió, se dice que por la humillación del abandono del zar de la política de Érfurt. Fue enterrado en la cripta de la Catedral de Berlín.

## Familia
Friedrich Wilhelm, Conde de Brandeburgo, contrajo matrimonio con Mathilde Aurora von Massenbach el 24 de mayo de 1818 en Potsdam (24 de octubre de 1795 - 5 de marzo de 1885). Tuvieron ocho hijos:
- Friedrich (1819-1892), general prusiano.
- Wilhelm (1819-1892), general prusiano.
- Friedrich Wilhelm Gustav (24 de agosto de 1820 - 9 de marzo de 1909), enviado prusiano en Bruselas y Lisboa.
- Wilhelmine Charlotte Friederike Julie Alexandrine (18 de noviembre de 1821 - 8 de agosto de 1902), dama honoraria en Heiligengrabe.
- Luise Julie (31 de mayo de 1823 - 24 de agosto de 1884), dama honoraria en Heiligengrabe.
- Friederike Wilhelmine Elisabeth Mathilde (4 de abril de 1825 - 26 de febrero de 1900), desposó el 24 de mayo de 1847 al Mayor Erdmann Alexander Georg von Pückler (22 de abril de 1820 - 11 de noviembre de 1864).
- Friederike Wilhelmine Georgine Elisabeth (2 de julio de 1828 - 13 de septiembre de 1893).
- Alexandra Friederike Wilhelmine Marianne (3 de mayo de 1834 - 5 de diciembre de 1885), fue una dama de honor de la emperatriz Augusta.